# デビッド・ハミルトン (野球)
デビッド・ルイス・ハミルトン（David Lewis Hamilton, 1997年9月29日 - ）は、 アメリカ合衆国テキサス州サンマルコス出身のプロ野球選手（内野手）。右投左打。MLBのボストン・レッドソックス所属。

## 経歴

### プロ入り前
2016年のMLBドラフト28巡目（全体846位）でロサンゼルス・エンゼルスから指名されたが、この時は契約せずにテキサス大学オースティン校へ進学した。

### プロ入りとブルワーズ傘下時代
2019年のMLBドラフト8巡目（全体253位）でミルウォーキー・ブルワーズから指名され、プロ入り。
2020年はCOVID-19の影響でマイナーリーグの試合が開催されなかったため、ブルワーズ傘下での公式戦の出場は無かった。そのため、この年は独立リーグであるコンステレーション・エナジー・リーグに所属するチーム・テキサスでプレーし、27試合に出場して打率.296、10打点、20盗塁を記録した。
2021年、この年に初めてブルワーズ傘下の球団でプレーした。A+級ウィスコンシン・ティンバーラトラーズとAA級ビロクシ・シャッカーズでプレーし、2チーム合計で101試合に出場して打率.258、8本塁打、43打点、52盗塁を記録した。オフにはアリゾナ・フォールリーグに参加し、ソルトリバー・ラフターズに所属した。

### レッドソックス時代
2021年12月1日にハンター・レンフローとのトレードで、ジャッキー・ブラッドリー・ジュニア、アレックス・ビネラスと共にボストン・レッドソックスへ移籍した。
2022年は傘下のAA級ポートランドでプレーし、119試合に出場して打率.251、12本塁打、42打点、70盗塁を記録した。オフの11月15日にはルール・ファイブ・ドラフトでの流出を防ぐために40人枠入りした。
2023年は開幕からAAA級ウースター・レッドソックス でプレーし、6月21日にメジャー初昇格を果たした。メジャーデビューとなった同日のミネソタ・ツインズ戦では8回表に代走で登場して1得点を記録した。この年メジャーでは15試合に出場して打率は.121と振るわなかったが、2盗塁を記録した。

## 詳細情報

### 年度別打撃成績
| 年 度    | 球 団    | 試 合 | 打 席 | 打 数 | 得 点 | 安 打 | 二 塁 打 | 三 塁 打 | 本 塁 打 | 塁 打 | 打 点 | 盗 塁 | 盗 塁 死 | 犠 打 | 犠 飛 | 四 球 | 敬 遠 | 死 球 | 三 振 | 併 殺 打 | 打 率 | 出 塁 率 | 長 打 率 | O P S |
| -------- | -------- | ----- | ----- | ----- | ----- | ----- | -------- | -------- | -------- | ----- | ----- | ----- | -------- | ----- | ----- | ----- | ----- | ----- | ----- | -------- | ----- | -------- | -------- | ----- |
| 2023     | BOS      | 15    | 39    | 33    | 2     | 4     | 2        | 0        | 0        | 6     | 0     | 2     | 1        | 0     | 0     | 6     | 0     | 0     | 10    | 1        | .121  | .256     | .182     | .438  |
| 2024     | BOS      | 98    | 317   | 294   | 47    | 73    | 17       | 1        | 8        | 116   | 28    | 33    | 4        | 0     | 0     | 22    | 0     | 1     | 80    | 1        | .248  | .303     | .395     | .698  |
| MLB：2年 | MLB：2年 | 113   | 356   | 327   | 49    | 77    | 19       | 1        | 8        | 122   | 28    | 35    | 5        | 0     | 0     | 28    | 0     | 1     | 90    | 2        | .235  | .298     | .373     | .671  |

- 2024年度シーズン終了時

### 年度別守備成績
| 年 度 | 球 団 | 二塁（2B） | 二塁（2B） | 二塁（2B） | 二塁（2B） | 二塁（2B） | 二塁（2B） | 遊撃（SS） | 遊撃（SS） | 遊撃（SS） | 遊撃（SS） | 遊撃（SS） | 遊撃（SS） |
| 年 度 | 球 団 | 試 合      | 刺 殺      | 補 殺      | 失 策      | 併 殺      | 守 備 率   | 試 合      | 刺 殺      | 補 殺      | 失 策      | 併 殺      | 守 備 率   |
| ----- | ----- | ---------- | ---------- | ---------- | ---------- | ---------- | ---------- | ---------- | ---------- | ---------- | ---------- | ---------- | ---------- |
| 2023  | BOS   | 2          | 6          | 4          | 0          | 0          | 1.000      | 13         | 13         | 31         | 2          | 9          | .957       |
| 2024  | BOS   | 39         | 51         | 84         | 3          | 16         | .978       | 62         | 64         | 121        | 7          | 24         | .964       |
| MLB   | MLB   | 41         | 57         | 88         | 3          | 16         | .980       | 75         | 77         | 152        | 9          | 33         | .962       |

- 2024年度シーズン終了時

### 背番号
- 70（2023年 - ）